# Trois Pitons River
Der Trois Pitons River ist ein Fluss im Parish Saint George von Dominica.

## Geographie
Der Trois Pitons River entspringt mit mehreren Quellbächen an den Hängen der Trois Pitons (Morne Watt, Morne Nicholls) im Nationalpark Morne Trois Pitons. Die Quellbäche (⊙, 900 m; ⊙, 800 m; ⊙, 800 m) entspringen auf der gegenüberliegenden Seite von Boiling Lake und Valley of Desolation und grenzen somit an das Einzugsgebiet des Rivière Blanche im Südosten.
Der Fluss verläuft auf der Hochebene und stürzt dann in der Nähe der Trafalgar Falls ins Tal, wo er direkt in den Roseau River mündet.